# Nervilia seranica
Nervilia seranica är en orkidéart som beskrevs av Johannes Jacobus Smith. Nervilia seranica ingår i släktet Nervilia och familjen orkidéer. Inga underarter finns listade i Catalogue of Life.